# Јаворје (Чрна на Корошкем)
Јаворје (словен. Javorje) је насељено место у општини Чрна на Корошкем, Корушка регија, Словенија.

## Историја
До територијалне реорганизације у Словенији било је у саставу старе општине Равне на Корошкем.

## Становништво
У попису становништва из 2011. године, Јаворје је имало 153 становника.
| Број становника према пописима | Број становника према пописима | Број становника према пописима |
| ------------------------------ | ------------------------------ | ------------------------------ |
| 1991                           | 2002                           | 2011                           |
| 147                            | 168                            | 153                            |

Напомена: Године 1959. настала спајањем насеља Сподње Јаворје и Згорње Јаворје, која су укинута.